# Westensee (kommune)
Westensee er en kommune og en by i det nordlige Tyskland, beliggende i Amt Achterwehr under Kreis Rendsborg-Egernførde. Kreis Rendsborg-Egernførde ligger i den centrale del af delstaten Slesvig-Holsten.

## Geografi
Kommunen Westensee liger ved søen Westensee i Naturpark Westensee. I kommunen ligger landsbyerne Brux, Deutsch-Nienhof, Josephinenhof, Westensee og Wrohe. Det højeste punkt er det 88 moh. Tüteberg, hvor der ifølge sagn har ligget et hedensk kultsted.
Nord for kommunen går Bundesautobahn 210 fra Rendsborg mod Kiel, mod sydvest går Bundesautobahn 7 fra Hamborg mod Rendsborg og mod sydøst Bundesautobahn 215 fra Neumünster mod Kiel.